# Свети преподобни Вендемијан
Свети преподобни Вендемијан Витинијски је ранохришћански мученик и светитељ из раног 6. века.
Живео је као монах пустињак у Битинији. Био је ученик светог Авксентија Витинијског и постао је познат по светости живота и дару исцељења. Живео је више од четрдесет година на планинској литици у близини Авксентијевог скита у области Халкидона у Малој Азији.
У православној цркви свети Венемијан се помиње 1. фебруара.